# Giemzy I
Giemzy I (lit. Gimžiai I) − wieś na Litwie, w rejonie solecznickim, 2 km na południowy wschód od Turgieli, zamieszkana przez 25 ludzi. Przed II wojną światową w Polsce, w powiecie wileńsko-trockim województwa wileńskiego.